# Chirindia mpwapwaensis
Chirindia mpwapwaensis е вид влечуго от семейство Червеобразни гущери (Amphisbaenidae).

## Разпространение
Този вид е разпространен в Танзания.